# Peroxidase

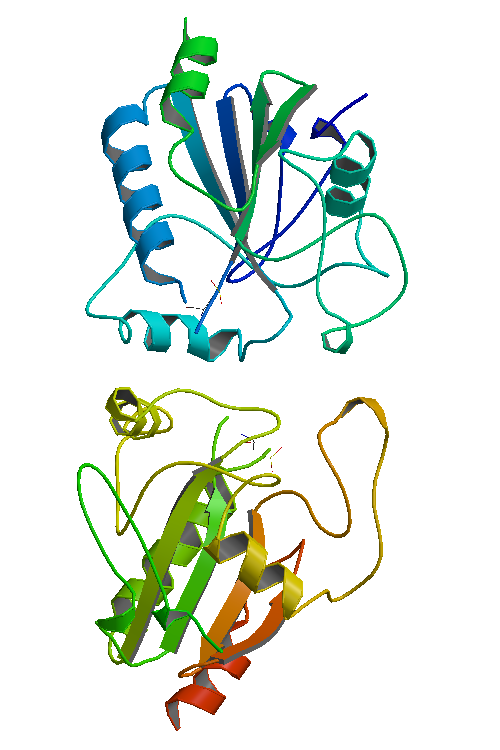
Glutathionperoxidase 1

Peroxidasen (EG-nummer: 232-668-6 en CAS-nummer: 9003-99-0) zijn een grote groep van enzymen en katalyseren een reactie als volgt:
ROOR' + elektrondonor (2 e−) + 2H+ → ROH + R'OH
Voor vele van deze enzymen is waterstofperoxide het optimale substraat, maar anderen zijn actiever met organische waterstofperoxiden, zoals lipide-peroxiden. Peroxidasen kunnen op de actieve plekken een heem cofactor bevatten, redox-actieve cysteïne of selenocysteïneresten.
De elektrondonor is erg afhankelijk van de structuur van het enzym.
- Mierikswortelperoxidase bijvoorbeeld kan vele organische stoffen als elektrondonor en acceptor gebruiken, omdat het een actieve plek heeft, die door veel verschillende stoffen toegankelijk is.
- Voor een enzym, zoals cytochroom c peroxidase, zijn de stoffen die als elektrondonor kunnen optreden zeer specifiek, omdat de actieve plek zeer gesloten is.

Peroxidasen spelen bij planten een belangrijke rol bij de verdediging tegen ziekteverwekkers. Het juiste werkingsmechanisme is echter nog niet duidelijk.
Mierikswortelperoxidase wordt ook gebruikt als merker-enzym bij bepaalde technieken van de moleculaire biologie, zoals de gel-elektroforesen Western blot en Southern Blot, voor het aantonen van eiwitten en nucleïnezuren.
Peroxidasen worden soms gebruikt als histologische merker in de immuunhistochemie.
Glutathionperoxidase is een menselijk peroxidase, dat selenocysteïne bevat. Het gebruikt glutathion als een elektrondonor en is actief met zowel waterstofperoxide als organische waterstofperoxide substraten.
Amyloïde beta vertoont gebonden aan heam peroxidase werking.